# Cayo Julio César (pretor)
Cayo Julio César (en latín: Gaius Julius Caesar), también llamado Julio César el Viejo para distinguirlo del famoso dictador homónimo hijo suyo, fue un antiguo político romano, pretor y procónsul de Asia en los años 90 a. C.

## Orígenes
Cayo Julio César pertenecía a una antigua familia patricia, que remontaba su genealogía hasta la diosa Venus a través de Eneas. Entre 489 y 379 a. C., los Julios fueron repetidamente cónsules y tribunos militares con autoridad consular, pero después, durante más de doscientos años, apenas aparecen mencionados en las fuentes. A finales del siglo II a. C. eran simples senadores, cuyas carreras no alcanzaban el rango pretorio. Es posible que el padre de Cayo Julio, quien llevaba el mismo praenomen, no lograse desempeñar ninguna magistratura curial. La madre de Cayo Julio era una mujer llamada Marcia, quien pertenecía a una noble familia plebeya, cuyo fundador se creía que había sido el rey Anco Marcio.
Probablemente, el hermano mayor de Cayo Julio fue Sexto Julio César, quien alcanzó el cargo de cónsul en el año 91 a. C. Por su parte, Julia, la hermana de Cayo, se convirtió alrededor del año 110 a. C. en la esposa de Cayo Mario, entonces un pretor desconocido. Lucio Julio César y Cayo Julio César Estrabón Vopisco pertenecían a otra rama de la familia: posiblemente, eran primos segundos de Cayo Julio y su hermanastro fue Quinto Lutacio Cátulo.

## Biografía
Cayo Julio sólo aparece mencionado dos veces en las fuentes clásicas, por Plinio el Viejo y por Suetonio, y ambas veces en relación con las circunstancias de su muerte. En su elogium se enumeran los principales hitos de su carrera política, ya que fue sucesivamente decenviro, cuestor, pretor y procónsul de Asia.
Al principio de su actividad política, Cayo Julio, al igual que sus primos Lucio Julio y Cayo Julio César Estrabón Vopisco, gozó del apoyo de Cayo Mario, de quien era cuñado, apoyo importante porque este homo novus, gracias a sus méritos militares, recibió cinco veces consecutivas el consulado de 104 a 100 a. C. y ocupó una posición excepcional en la República. Los Julios, junto con otras familias antiguas pero menores —los Aurelios, los Valerios, los Antonios, los Lutacios, los Junios, algunas ramas de los Cornelios— se convirtieron en aliados de Mario y gracias a él hicieron carrera y se unieron al «partido» mariano en el Senado.
Cayo Julio fue probablemente decenviro en 103 o 100 a. C. y formó parte de las comisiones que ejecutaron los proyectos de Cayo Mario y del tribuno de la plebe Lucio Apuleyo Saturnino para conceder tierras a los veteranos en las provincias. Cuando Mario rompió su alianza con Saturnino, Cayo Julio se pasó al lado de su cuñado: en cualquier caso, Cicerón, al enumerar los aristócratas que participaron en la lucha armada contra el tribuno de la plebe, declarado «enemigo de la República», llama a «todos los Julios».
T. Broughton cree que Cayo Julio ocupó sus otros cargos entre 100 y 90 a. C.; la cuestura, al parecer, debería fecharse poco después de 100 a. C., mientras que la fecha más reciente posible para la pretura es 92 a. C. En consecuencia, a más tardar en el año 91 a. C., César fue enviado por el Senado a Asia como gobernador con un imperium proconsular; sin embargo, F. Münzer sugiere el año 90 a. C. como posible fecha.
Todo lo que se sabe sobre el gobierno de César en la provincia asiática es que el procónsul apoyó a los habitantes de Priene en su disputa con los recaudadores de impuestos y que los habitantes de Delos le honraron con una estatua. Más tarde, en 87 u 86 a. C., los delios erigieron una segunda estatua de César, ya como su patrón.
Cuando las luchas internas se intensificaron en Roma, algunos de los Julios —al menos dos de los primos de Cayo— rompieron su alianza con Mario, mientras que Cayo Julio permaneció en el «partido» mariano y poco antes de su muerte probablemente concertó el matrimonio de su único hijo con la hija de Lucio Cornelio Cinna, quien encabezó el «partido» tras la muerte de su fundador.
Según Suetonio, Cayo Julio murió cuando su hijo tenía dieciséis años, es decir, en 86 u 84 a. C., cuando tuvo un ataque cuando se agachó para abrocharse sus sandalias. Según Plinio el Viejo, el padre de César murió de la misma manera. Su hijo Cayo Julio César en 65 a. C., cuando fue edil, le honró con unos magníficos juegos.

## Familia
Cayo Julio estuvo casado con Aurelia, probablemente una miembro de la familia los Aurelios Cotas, aunque sus orígenes no se conocen con detalle. De este matrimonio nacieron tres hijos:
- Julia la Mayor, quien se convirtió en la esposa de Lucio Pinario y de Quinto Pedio;
- Cayo Julio César, nacido en el año 100 o 102 a. C.,[20] famoso general y dictador;
- Julia la Menor, esposa de Marco Acio Balbo y abuela de Octavio Augusto.[8]

## En la ficción
Cayo Julio es un personaje secundario en las novelas de Colleen McCullough El primer hombre de Roma y La corona de hierba.